# Ramón Godínez Flores
Ramón Godínez Flores (Jamay, Jalisco, 18 de abril de 1936 - Aguascalientes, Aguascalientes, 19 de abril de 2007). Fue un obispo mexicano, que ocupó su cargo como Auxiliar de Guadalajara y Ordinario de Aguascalientes.

## Biografía
Ramón Godínez Flores nació en Jamay, Jalisco, ingresó en el Seminario Conciliar de Guadalajara, donde fue ordenado sacerdote el 25 de octubre de 1959, cuando tenía 23 años de edad por el Cardenal José Garibi Rivera, asistió en 1983 al Sexto Sínodo Mundial de Obispos en Roma.

## Episcopado

### Obispo Auxiliar de Guadalajara
El 28 de marzo de 1980 el papa Juan Pablo II lo nombró Obispo titular de Centenaria y Auxiliar de Guadalajara, siendo ordenado el 24 de junio del mismo año por el Cardenal José Salazar López, el Arzobispo Francisco Javier Nuño y Guerrero, Obispo de San Juan de los Lagos y Rafael Muñoz Núñez, Obispo de Aguascalientes. 
Fue considerado, durante la gestión como Arzobispo de Guadalajara del Cardenal Juan Jesús Posadas Ocampo como uno de sus principales colaboradores, fue también Secretario General de la Conferencia del Episcopado Mexicano.

### Obispo de Aguascalientes
El 18 de mayo de 1998 el mismo papa Juan Pablo II lo nombró Obispo de Aguascalientes, en 2004 causó un escándalo una declaración suya, en donde decía que si delincuentes o narcotraficantes donaban el dinero que habían obtenido por estas actividades ilícitas para fines benéficos, este dinero se podía "limpiar", tras lo cual se retractó, manifestando que sus declaraciones habían sido descontextualizadas, sin embargo desde entonces se alejó de cualquier declaración pública.
Falleció el 19 de abril de 2007 a causa de un cáncer de páncreas.